# 祝公健
祝公健（1912年—1995年），曾用名祝祷，笔名彰鸿、张映时，浙江余姚人，中国政治人物，中国民主建国会中央委员会原常务委员，第三、五届全国人大代表，第六届全国政协委员。